# Middle Pillory
Middle Pillory ist eine kleine unbewohnte Insel der Grenadinen. Sie gehört zum Inselstaat St. Vincent und die Grenadinen und liegt etwa zwei Kilometer nördlich der Insel Mustique. Sie bildet zusammen Big Pillory und Little Pillory die Inselgruppe The Pillories. Middle Pillory ist die mittlere der drei Inseln. 